# Tituly a vyznamenání Pavla Batického

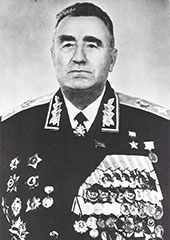
Maršál Sovětského svazu P. Batickij v uniformě s řadou vyznamenání

Pavel Fjodorovič Batickij, maršál Sovětského svazu, během svého života obdržel řadu sovětských i zahraničních civilních i vojenských řádů a medailí.

## Vojenské hodnosti
- 27. prosince 1941: plukovník
- 25. září 1943: generálmajor
- 11. května 1949: generálporučík
- 3. srpna 1953: generálplukovník
- 5. května 1961: armádní generál
- 15. dubna 1968: maršál Sovětského svazu

## Vyznamenání

### Sovětská vyznamenání

#### Čestné tituly
- Hrdina Sovětského svazu – 7. května 1965

#### Řády
- Leninův řád – udělen pětkrát – 22. února 1944, 20. dubna 1953, 27. června 1960, 7. května 1965 a 21. února 1978
- Řád Říjnové revoluce – 26. června 1970
- Řád rudého praporu – udělen pětkrát – květen 1942, 3. listopadu 1944, leden 1951, únor 1954 a 22. února 1968
- Řád Kutuzova I. třídy – květen 1945
- Řád Kutuzova II. třídy – březen 1945
- Řád Suvorova II. třídy – 23. července 1944
- Řád za službu vlasti v ozbrojených silách SSSR III. třídy – 30. dubna 1975

#### Medaile
- Medaile 100. výročí narození Vladimira Iljiče Lenina
- Medaile Za dobytí Berlína
- Medaile Za osvobození Varšavy
- Medaile Za osvobození Prahy
- Medaile Za vítězství nad Japonskem
- Medaile Za dobytí Královce
- Medaile Za rozvoj celiny
- Medaile za vítězství nad Německem ve Velké vlastenecké válce 1941–1945
- Jubilejní medaile 20. výročí vítězství ve Velké vlastenecké válce 1941–1945
- Jubilejní medaile 30. výročí vítězství ve Velké vlastenecké válce 1941–1945
- Medaile 30. výročí sovětské armády a námořnictva
- Medaile 40. výročí Ozbrojených sil SSSR
- Medaile 50. výročí Ozbrojených sil SSSR
- Medaile 60. výročí Ozbrojených sil SSSR
- Pamětní medaile 800. výročí Moskvy

### Zahraniční vyznamenání
- Bulharská lidová republika
  -  Řád Bulharské lidové republiky I. třídy
- Československo
  -  Řád Klementa Gottwalda – 5. května 1975[1]
  -  Medaile Za upevňování přátelství ve zbrani
- Maďarsko
  -  Řád praporu Maďarské lidové republiky I. třídy
- Mongolsko
  -  Süchbátarův řád
  -  Medaile přátelství
  -  Medaile 50. výročí Mongolské lidové armády
  -  Medaile 50. výročí Mongolské lidové revoluce

- Polsko
  -  komtur Řádu znovuzrozeného Polska
  -  velkodůstojník Řádu znovuzrozeného Polska
- Rumunsko
  -  Řád 23. srpna I. třídy
- Tchaj-wan
  -  Řád oblaku a praporu IV. třídy

- Východní Německo
  -  Vlastenecký záslužný řád ve zlatě– 1970[2]